# دبلیوای‌اس‌پی-۳
دبلیوای‌اس‌پی-۳ یک ستاره است که در صورت فلکی شلیاق قرار دارد.